# ヨリック・ヴァン・ヴァーヘニンゲン
ヨリック・ヴァン・ヴァーヘニンゲン（Yorick van Wageningen、1964年4月16日 - ）は、オランダの俳優。
なお、「van」の本来のオランダ語での発音では「ファン」である。

## 略歴
1964年にオランダのユトレヒト州バールンで科学ジャーナリストであるヘルトン・ファン・ヴァーヘニンゲン（Gerton van Wageningen）の息子として生まれる。アクターズ・スタジオ・アムステルダムで学び、キャリアの最初の15年間はオランダとフランスの舞台で活動する。
2000年に出演したオランダ映画『Total Loss』（日本劇場未公開）が、本国オランダでは評価されなかった ものの、ロサンゼルスのAFI映画祭で上映されたことをきっかけに、スティーヴン・スピルバーグ監督の目に留まり、ハリウッドでも活動するようになる。しかし、スピルバーグの招きで出演することになっていた『マイノリティ・リポート』（2002年、主演：トム・クルーズ）は、米国内での就労に関する許可が下りずに降板せざるをえなくなる。
その後はハリウッド映画のみならず、（オランダ以外の）ヨーロッパ映画にも出演するなど国際的に活動し、本国オランダよりも国外での知名度の方が高くなる。ハリウッド進出後、しばらくの間はオランダの作品から離れていたが、2008年以降はオランダの映画やテレビドラマにも主役級で出演するようになる。
2011年の『ドラゴン・タトゥーの女』ではヒロイン・リスベット（ルーニー・マーラ）に性的関係を強要する卑劣な後見人ビュルマンを演じ、強い印象を残している。

## 私生活
2010年に地元オランダの放送局によるインタビューで、15年間に渡って薬物依存症だった過去と、依存症からの脱出について語っている。

## 主な出演作品
- 愛と欲望の果て Minä ja Morrison (2001) ※フィンランド映画、日本劇場未公開
- フランス外人部隊 アルジェリアの戦狼たち Deserter (Simon: An English Legionnaire / Legion of Honor) (2002) ※日本劇場未公開
- すべては愛のために Beyond Borders (2003)
- リディック The Chronicles of Riddick (2004)
- ニュー・ワールド The New World (2005)
- フォース・ダウン 敵地脱出 Oorlogswinter (2008) ※日本劇場未公開
- 星の旅人たち The Way (2010)
- ドラゴン・タトゥーの女 The Girl with the Dragon Tattoo (2011)
- 47RONIN 47 Ronin (2013)
- ラスト・サマー Last Summer (2014) ※イタリア映画、日本劇場未公開
- ブラックハット Blackhat (2015)
- パピヨン Papillon (2017)
- エスケープ・ルーム Escape Room (2019)
- 王への手紙 The Letter for the King (2020) ※Netflix配信ドラマシリーズ
- エスケープ・ルーム2:決勝戦 Escape Room: Tournament of Champions (2021) ※日本劇場未公開、回想シーンのみ
- メイヤー・オブ・キングスタウン Mayor of Kingstown (2024)